# 裕誠
裕誠（穆麟德轉寫：ioiceng，？—1858年），字雲臺，滿洲鑲黃旗，佟佳氏，书明阿之子，佟国纲六世孙，清朝政治人物、清朝外戚。
道光六年（1826年），袭封一等公，任左都御史。道光十八年十一月乙丑（1839年1月12日）任兵部尚書。道光二十五年二月癸丑（1845年3月29日），接替賽尚阿，擔任清朝工部尚書，后降五級調任。由宗室敬徵接任。二十八年（1848年）改任荆州将军、成都将军。三十年回京。咸丰元年（1851年）为户部尚书。二年（1852年）正月晋文渊阁大学士，九月为文华殿大学士。裕誠奏请咸丰帝开捐输为军用，镇压太平天国。八年（1858年）春大沽之战前，英法美俄照会清政府，裕誠作为首席大学士，不予答复。同年五月裕誠病死。谥号文端。